# Kunasaki járás

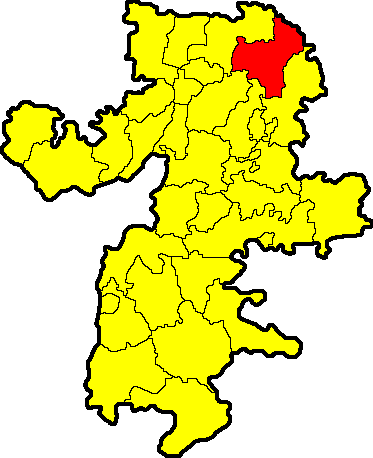
A Kunasaki járás a Cseljabinszki területen

A Kunasaki járás (oroszul Кунашакский район) Oroszországban, a Cseljabinszki területen található. Székhelye Kunasak.
A járásban található az Ujelgi tó és a mellette 2009-ben feltárt ősmagyar régészeti lelőhely.

## Népesség
- 1989-ben 35 167 lakosa volt.
- 2002-ben 32 225 lakosa volt, melyből 15 837 baskír, 11 362 tatár, 4401 orosz, 134 német stb.
- 2010-ben 30 112 lakosa volt, melyből 14 920 baskír, 10 315 tatár, 4137 orosz stb.